# Knud Zimsen
Knud Zimsen, né le 17 août 1875 à Hafnarfjörður, et mort le 15 avril 1953, a été le maire de Reykjavik du 7 mai 1914 au 30 décembre 1932.

## Biographie
Knud Zimsen est né le 17 août 1875. Il a été le maire de Reykjavik de 1914 à 1932. Il est mort le 15 avril 1953.